# Eucriotettix
Eucriotettix är ett släkte av insekter. Eucriotettix ingår i familjen torngräshoppor.

## Dottertaxa tillEucriotettix, i alfabetisk ordning[1]
- Eucriotettix aequalis
- Eucriotettix amplifemurus
- Eucriotettix annandalei
- Eucriotettix aptus
- Eucriotettix bolotettigiellus
- Eucriotettix brachynotus
- Eucriotettix dammermanni
- Eucriotettix dyscheres
- Eucriotettix edithae
- Eucriotettix exsertus
- Eucriotettix flavopictus
- Eucriotettix grandis
- Eucriotettix guipingensis
- Eucriotettix hainanensis
- Eucriotettix interrupta
- Eucriotettix longipennis
- Eucriotettix maculatus
- Eucriotettix magnus
- Eucriotettix molestus
- Eucriotettix montanus
- Eucriotettix oculatus
- Eucriotettix peregrinus
- Eucriotettix ridleyi
- Eucriotettix rufescens
- Eucriotettix spinilobus
- Eucriotettix superfluus
- Eucriotettix tenuis
- Eucriotettix thienemanni
- Eucriotettix tricarinatus
- Eucriotettix wuliangshanensis